# Francesca Lo Schiavo
Francesca Lo Schiavo (11 de enero de 1948) es una escenógrafa italiana.
Está casada con el director de arte Dante Ferretti. Ha sido nominada a los Premios Óscar en la categoría de mejor diseño de producción en siete ocasiones, de las cuales ha ganado tres, por su trabajo en El aviador (2004), Sweeney Todd: The Demon Barber of Fleet Street (2007) y Hugo (2011). Anteriormente había sido nominada por Las aventuras del barón Munchausen (1989), Hamlet (1990), Entrevista con el vampiro (1994), Kundun (1997) y Gangs of New York (2002).

## Premios y nominaciones
Premios Óscar
| Año  | Categoría                 | Película                                       | Resultado |
| ---- | ------------------------- | ---------------------------------------------- | --------- |
| 1990 | Mejor dirección artística | Las aventuras del Barón Munchausen             | Nominada  |
| 1991 | Mejor dirección artística | Hamlet                                         | Nominada  |
| 1995 | Mejor dirección artística | Entrevista con el vampiro                      | Nominada  |
| 1998 | Mejor dirección artística | Kundun                                         | Nominada  |
| 2003 | Mejor dirección artística | Gangs of New York                              | Nominada  |
| 2005 | Mejor dirección artística | El aviador                                     | Ganadora  |
| 2008 | Mejor dirección artística | Sweeney Todd: The Demon Barber of Fleet Street | Ganadora  |
| 2012 | Mejor dirección artística | Hugo                                           | Ganador   |